# ガス放出
ガス放出（ガスほうしゅつ）とは、真空において物質の表面に吸着、凍結していた水や、油などの有機化合物が蒸発や昇華することによって、気相中に徐々に放される現象のこと。特に多孔質材料は表面積が大きく、真空装置において、ガス放出の原因となることが多い。またより、高い真空度で、真空装置自身の壁が蒸発・昇華する現象もガス放出と呼ばれる。

## 仕組み
大気中などでは、固体の表面には水やその他の分子が条件により一定量吸着し、多孔質材料では内部にも水が存在する。大気中にあるときは、蒸気圧によって吸着分子と放出分子が平衡（同じ量存在する）にある。大気中にあった固体を、真空状態にするために減圧すると、この吸着していた分子が徐々に放出されるために、しばらくの間は真空装置で想定される最高到達真空度よりも高い圧力が装置の中に残ってしまう。